# Гілель (кафе)
Кафе «Гілель» (івр. קפה הלל) — це мережа кафе, еспресо-барів і сендвіч-барів в Ізраїлі, заснована в 1998 році Кобі та Йосі Шерфами, яка налічує понад 25 національних відділень. Кав'ярня у районі «Німецької колонії» стала місцем теракту у 2003 році.

## Історія

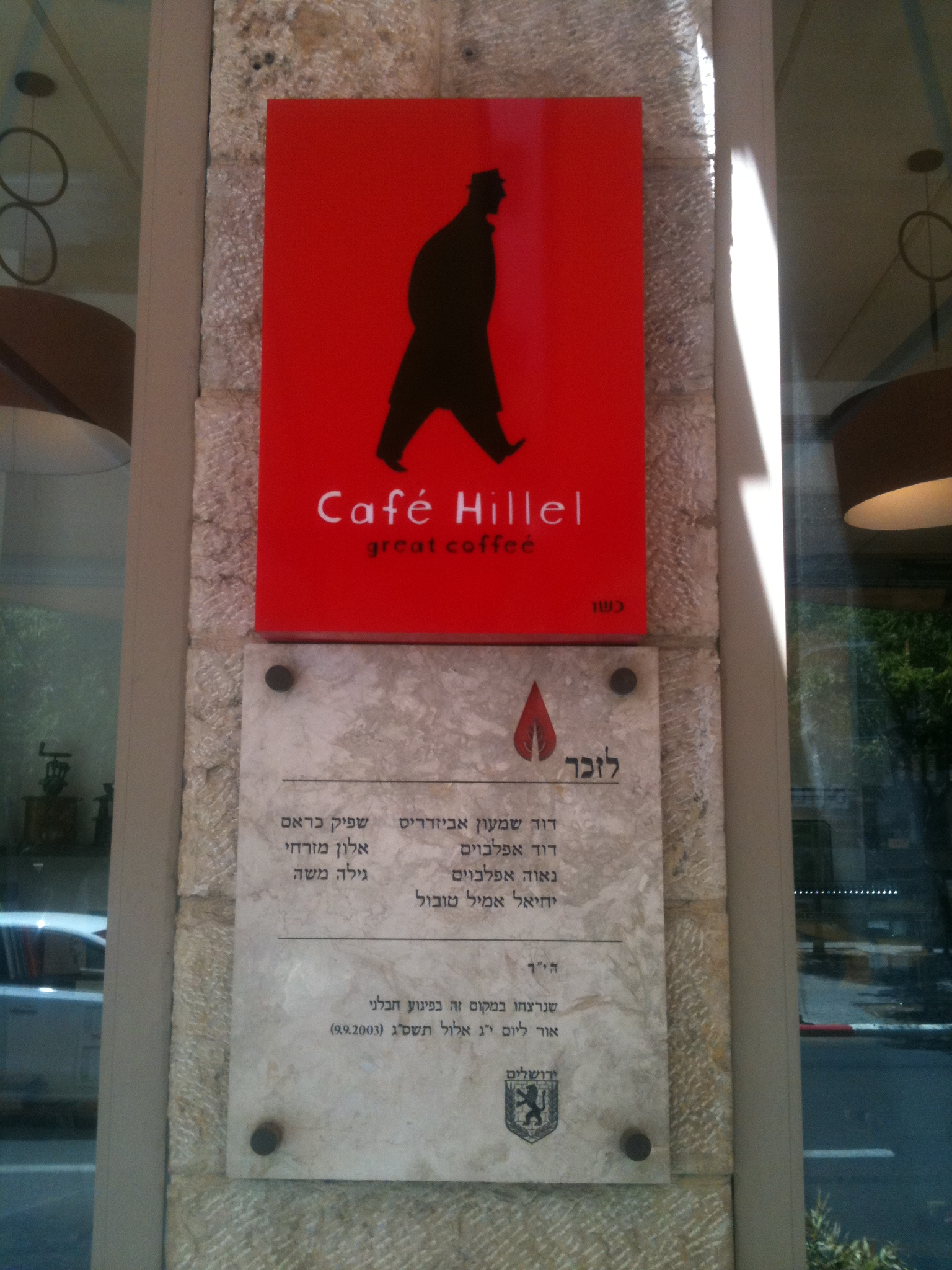
Меморіальна дошка біля кафе «Гілель»

У 1998 році Кобі та Йоссі Шерф відкрили першу кав'ярню на єрусалимській вулиці Гілеля, звідки й пішла назва мережі. Вони уявляли, що це буде кав'ярня з невимушеною «єрусалимською» атмосферою, де подають каву та їжу світового класу.
Більшість філій керуються франшизами, лише дві або три належать безпосередньо компанії.
У 2003 році семеро людей загинули та понад 50 отримали поранення в результаті вибуху в кафе Гілель. Доктор Давід Еплбаум, лікар відділення невідкладної допомоги, який сам лікував численних жертв терактів-смертників, був убитий разом зі своєю 20-річною донькою Навою Еплбаум, яка мала вийти заміж наступного дня.
Мережа налічує понад 25 відділень по всій країні.
Кафе «Гілель» продає каву власної приватної торгової марки та має червоно-чорну колірну гаму.

## Виноски
1. 1 2  Jeffrey Hyman (21 липня 2011). Israel's top 10 cafes. Israel21c. Архів оригіналу за 16 січня 2014. Процитовано 15 січня 2014.
2. ↑  Jacobs, Daniel (19 жовтня 2009). The Rough Guide to Jerusalem (англ.). Penguin. ISBN 978-1-4053-8502-2.
3. ↑  Kordova, Shoshana (12 вересня 2003). Almost too tragic to be true. Haaretz. Архів оригіналу за 24 січня 2014. Процитовано 15 січня 2014.
4. ↑  Café Hillel locations. Архів оригіналу за 12 січня 2019. Процитовано 5 березня 2022.